# Зарафа

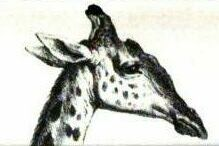
Зарафа у 1827 році

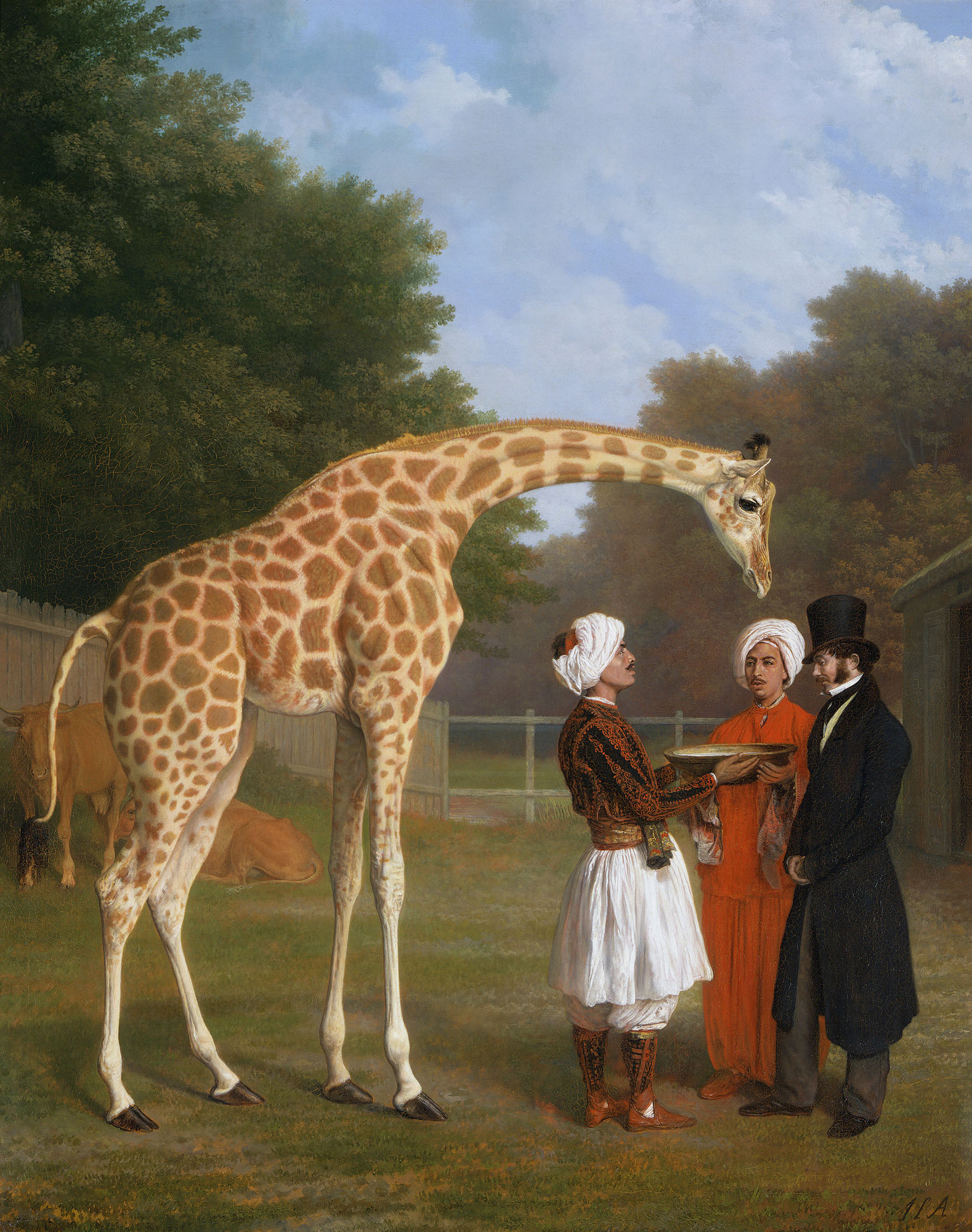
«Нубійська жирафа», картина Жака-Лорана Агаса, близько 1827 року, зображує одну з жираф (що потрапила до Лондона), надісланих до Європи Мухамедом Алі.

Зарафа (1825 — 12 січня 1845) — жирафа-самиця, що протягом 18 років в першій половині 19 століття мешкала у «Саду рослин» в Парижі. Вона була першою з трьох жираф, подарованих трьом європейським монархам єгипетським пашею Мухамедом Алі та першою жирафою в Європі з моменту смерті жирафи, подарованої правителю Флорентійської республіки Лоренцо Медичі в 1486 році.
У 2012 році на основі історії Зарафи було знято однойменний мультфільм.

## Історія
Зарафа була надіслана французькому королю Карлу X османським намісником Єгипту Мухамедом Алі. 1824 року османська армія намагалася подолати греків у війні за незалежність, і султан Махмуд II запитав Мухамеда Алі про допомогу. Як один із засобів допомоги, за порадою французького консула Бернардіно Дроветті, паша вирішив подарувати Франції екзотичний подарунок, з метою переконати її короля припинити допомогу грекам.
Зарафа була спіймана в молодому віці, арабськими мисливцями біля Сеннара, Судан, доставлена верблюдами до Хартума, а звідти перевезена Нілом до Александрії. Разом з нею було надіслано трьох корів, що постачали молоду тварину молоком. З Александрії жирафу та корів перевезли до Марселя, її супроводжували араб-доглядач і суданець-прислужник Дроветті на ім'я Атір. Оскільки судно не було пристосовано для перевезення високих тварин, у палубі довелося прорізати отвір, щоб жирафа могла висовувати голову. Подорож тривала 31 день і завершилася 31 жовтня 1826 року. Побоюючись перевезення навколо Піренейського півострова, супроводжуючі вирішили, що краще тварина пройде пішки 900 км від Марселя до Парижа. Тварина перезимувала в Марселі та в супроводженні натураліста Етьєна Жоффруа Сент-Ілера 20 травня вирушила до Парижа, якого досягла через 41 день. У всіх містах, через які проходила жирафа, вона збирала великі натовпи глядачів, зокрема в Ліоні на неї прийшло подивитися 30 тис. мешканців міста.
Жирафа була представлена королю 9 липня в палаці Сен-Клод і відправлена на постійне місце мешкання до Саду рослин. Жирафа, що досягла росту 4 м, викликала сенсацію в Парижі. Наступними днями на неї прийшло подивитися понад 100 тис. парижан або 1/8 населення міста. Оноре де Бальзак написав про неї оповідання, Гюстав Флобер приїхав подивитися на неї з Руана. У моду швидко увійшли високі зачіски à la girafe, плямистий одяг, зображення жираф на кераміці.
Зарафа мешкала в Парижі впродовж 18 років до своєї смерті, увесь час за нею доглядав Атір. З її тіла було зроблено опудало, що простояло у фоє Саду багато років, а зараз стоїть в одному з музеїв міста Ла-Рошель.

## Ресурси Інтернету
- "The giraffe that walked to Paris"
- King George IV's giraffe [Архівовано 23 серпня 2006 у Wayback Machine.]
- Emperor Francis II's giraffe
- Erik Ringmar. Audience for a Giraffe: European Expansionism and the Quest for the Exotic (PDF). Journal of World History, 17:4, грудень 2006. pp. 353-97. Архів (PDF) оригіналу за 30 жовтня 2012. Процитовано 2 лютого 2010.
- Home by a neck; a giraffe's epic journey from Cairo to Paris - 1825 gift from Muhammad Ali Pasha to Charles X of France [Архівовано 18 вересня 2008 у Wayback Machine.], UNESCO Courier, March 1986
- Jacques-Laurent Agasse The Nubian Giraffe[недоступне посилання з квітня 2019]
- The King's Giraffe [Архівовано 23 серпня 2006 у Wayback Machine.]
- Book Excerpt: 'Zarafa: A Giraffe's True Story' [Архівовано 4 червня 2011 у Wayback Machine.] NPR, 31 березня 2006